# Mascagni-Terrasse

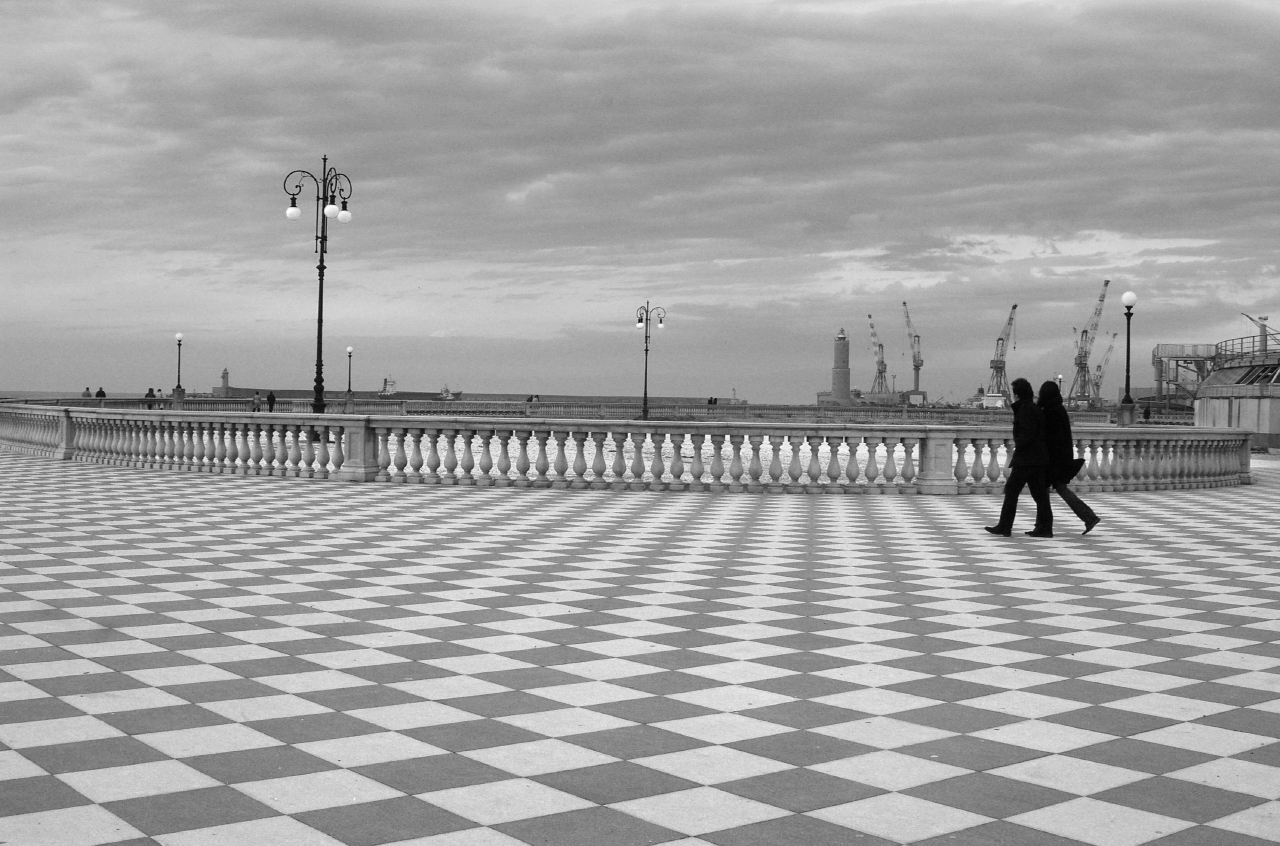
Blick auf die Terrasse: im Hintergrund der Leuchtturm des Hafens von Livorno

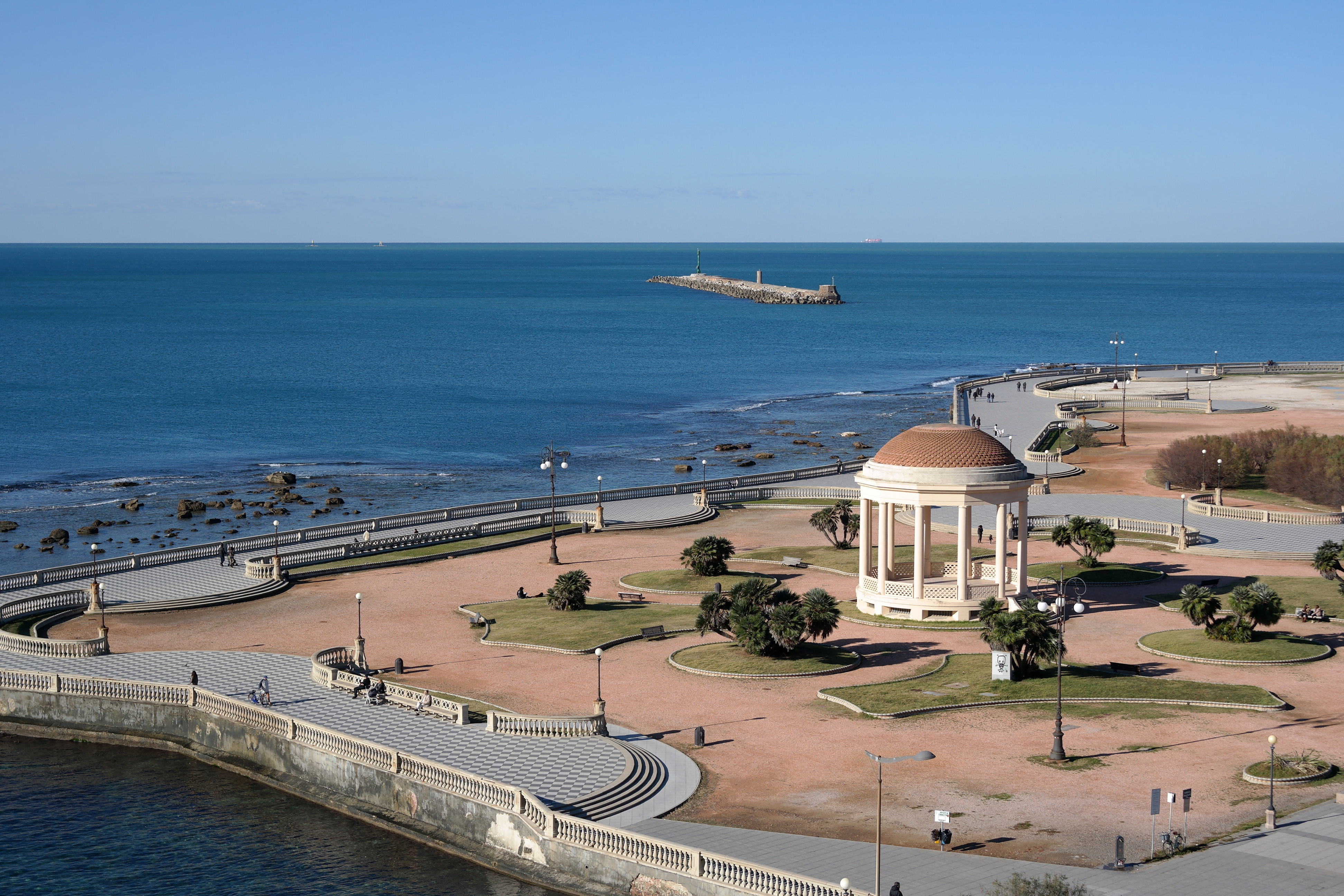
Blick auf die Mascagni-Terrasse vom Hotel Palazzo

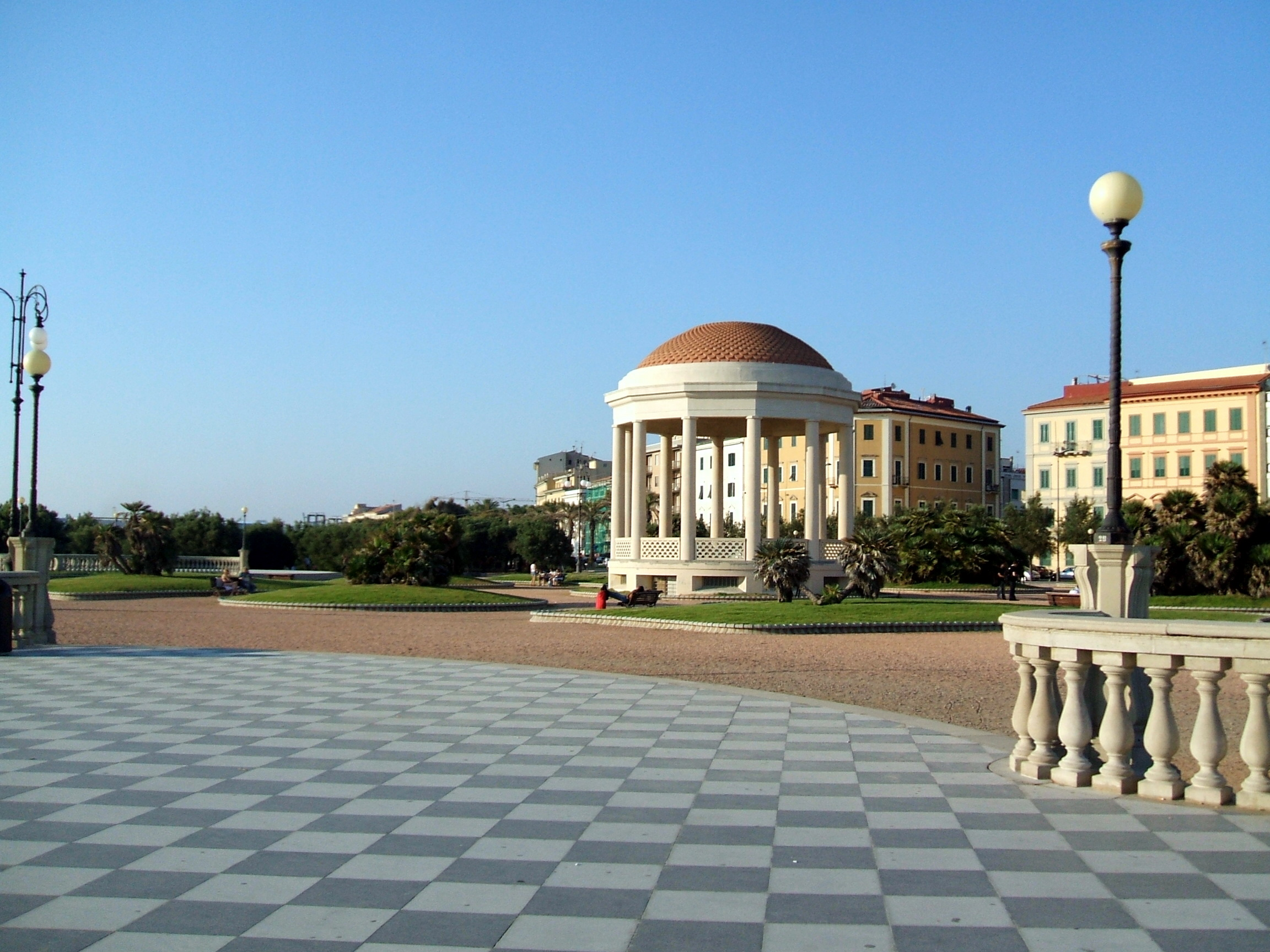
Mascagni-Terrasse

Die Mascagni-Terrasse ist einer der elegantesten und eindrucksvollsten Orte in Livorno in der Toskana in Italien und liegt direkt am Meer am Rande der Viale Italia. Ihr ursprünglicher Kern wurde in den 1920er Jahren erbaut, der in der unmittelbaren Nachkriegszeit erheblich erweitert und nach Pietro Mascagni (1863–1945), einem aus Livorno gebürtigen Komponisten, benannt wurde.

## Geschichte
Auf dem Gebiet dieses Aussichtspunktes befand sich einst eine Forte dei Cavalleggeri genannte befestigte Anlage als Teil des Küstenverteidigungssystems. Sie bestand aus einem Turm und einem riesigen Gebäudekomplex. Sie nahm eine Fläche von 30 × 60 Metern ein und der Turm, der sich am westlichen Ende befand, bestand aus drei oberirdischen Stockwerken. In der Anlage war eine Abteilung leichter Kavallerie stationiert, die an der Küste patrouillierte und vor allem den Schmuggel verhindern und die gesundheitliche Unbedenklichkeit der Anlandungen gewährleisten sollte. Nach der Vereinigung Italiens wurde das Gebäude kommunalisiert und 1872 einschließlich des Turms abgebaut.
Im letzten Jahrzehnt des 19. Jahrhunderts wurde hier ein Vergnügungspark, genannt Eden, errichtet, der bis in die ersten Jahre des 20. Jahrhunderts in Betrieb blieb. In diesem Gebäude fanden seit 1896 einige der ersten Filmvorführungen in Italien statt.
Die Umwandlung der Promenade in einen großen Platz am Meer erfolgte erst ab 1925 nach einem Projekt des Ingenieurs Enrico Salvais in Zusammenarbeit mit Luigi Pastore. Die Arbeiten wurden schnell abgeschlossen und später, in den frühen 1930er Jahren, baute Ghino Venturi den Pavillon für Musik (gestiftet von Pedro Bossio, eingeweiht am 27. September 1931 mit der Marinekapelle von La Spezia), einen kleinen runden Tempel mit einer von kreisförmigen Säulen getragenen Kuppel, der später durch Bombenangriffe im Zweiten Weltkrieg zerstört wurde.
Die Terrasse wurde damals nach Costanzo Ciano (1876–1939) benannt, der aus Livorno war und einer der führenden Politiker der Faschistischen Partei sowie Vater von Galeazzo Ciano (1903–1944), ebenfalls Politiker und Schwiegersohn Mussolinis (1883–1945). Dies ist im Zusammenhang mit der Selbstdarstellung des Regimes zu verstehen: obwohl Ciano weder Architekt noch Sponsor des Bauwerks war, sorgte er faktisch mit großem Geschick dafür, dass sein Name mit diesem und anderen öffentlichen Bauwerken in Verbindung gebracht wurde.
Nach dem Krieg wurde die Terrasse unter Verwendung der Trümmer des durch Bombenangriffe zerstörten Stadtzentrums erheblich nach Norden erweitert und nahm die gewundene Form an, die sie noch heute charakterisiert. Bei dieser Gelegenheit wurde sie dem Komponisten Pietro Mascagni aus Livorno gewidmet.
Im Laufe der Jahre durch heftige Seestürme und bauliche Vernachlässigung stark beschädigt, wurde die Terrasse Ende der 1990er Jahre komplett restauriert, zusammen mit der Wiederherstellung der umliegenden Grünflächen und der originalgetreuen Rekonstruktion des Pavillons.

## Architektur
Die Mascagni-Terrasse ist ein großer Platz, der zum Meer hin durch eine geschwungene Balustrade begrenzt wird, die aus 4.100 eleganten kleinen Säulen aus Stahlbeton besteht. Der Boden besteht aus einem 8.700 Quadratmeter großen Schachbrett aus 34.800 schwarzen und weißen Fliesen.
Aus architektonischer Sicht unterliegt die Terrasse trotz der Zeit, der ihr ursprünglicher Kern zuzurechnen ist, nicht den strengen Stilvorgaben des Regimes, sondern stellt eher eine metaphysische Abstraktion dar, aufgrund der Weißheit der Oberflächen und der Unendlichkeit der kleinen Säulen.

## Bildergalerie

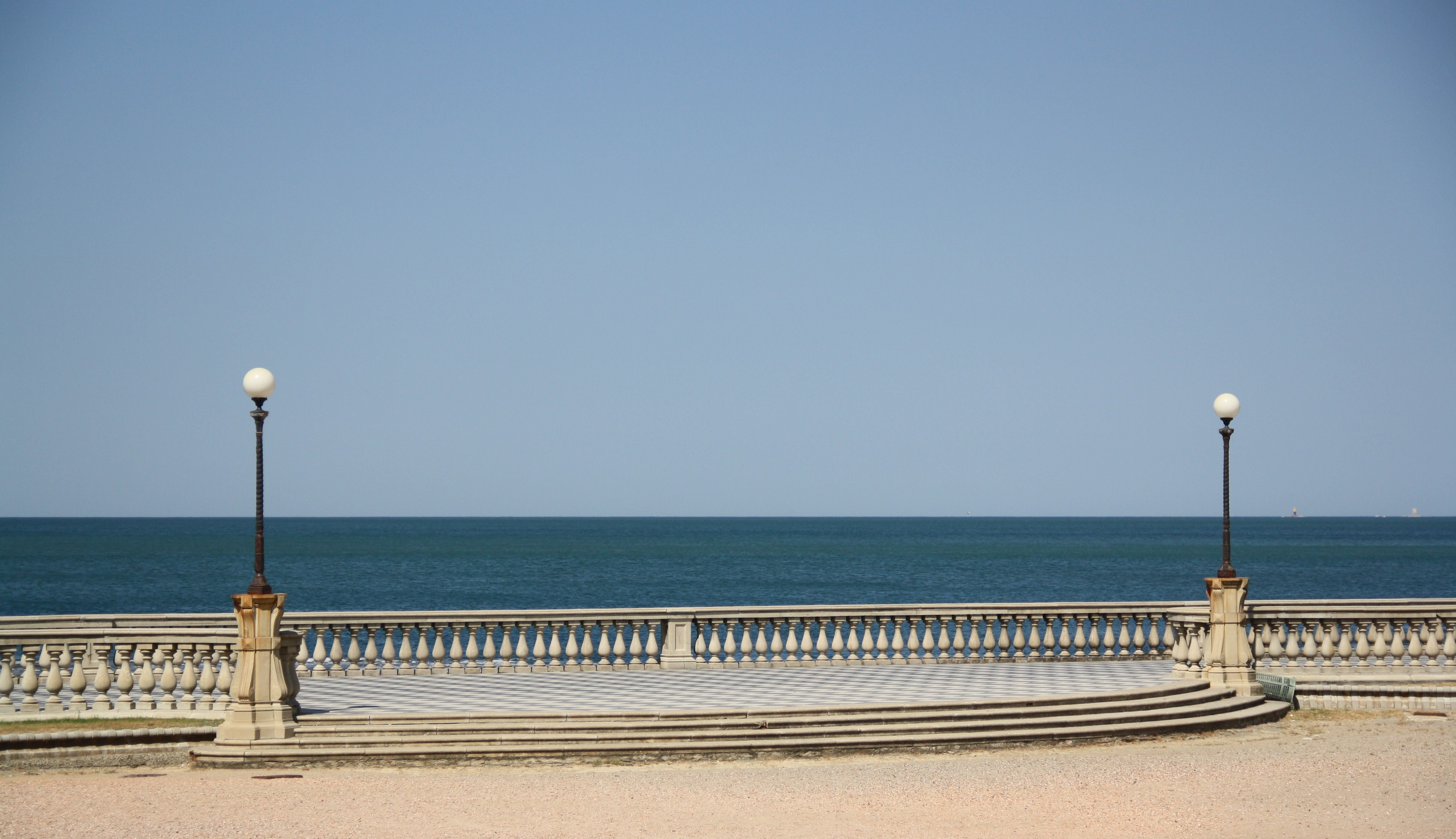
Blick in Richtung Meer
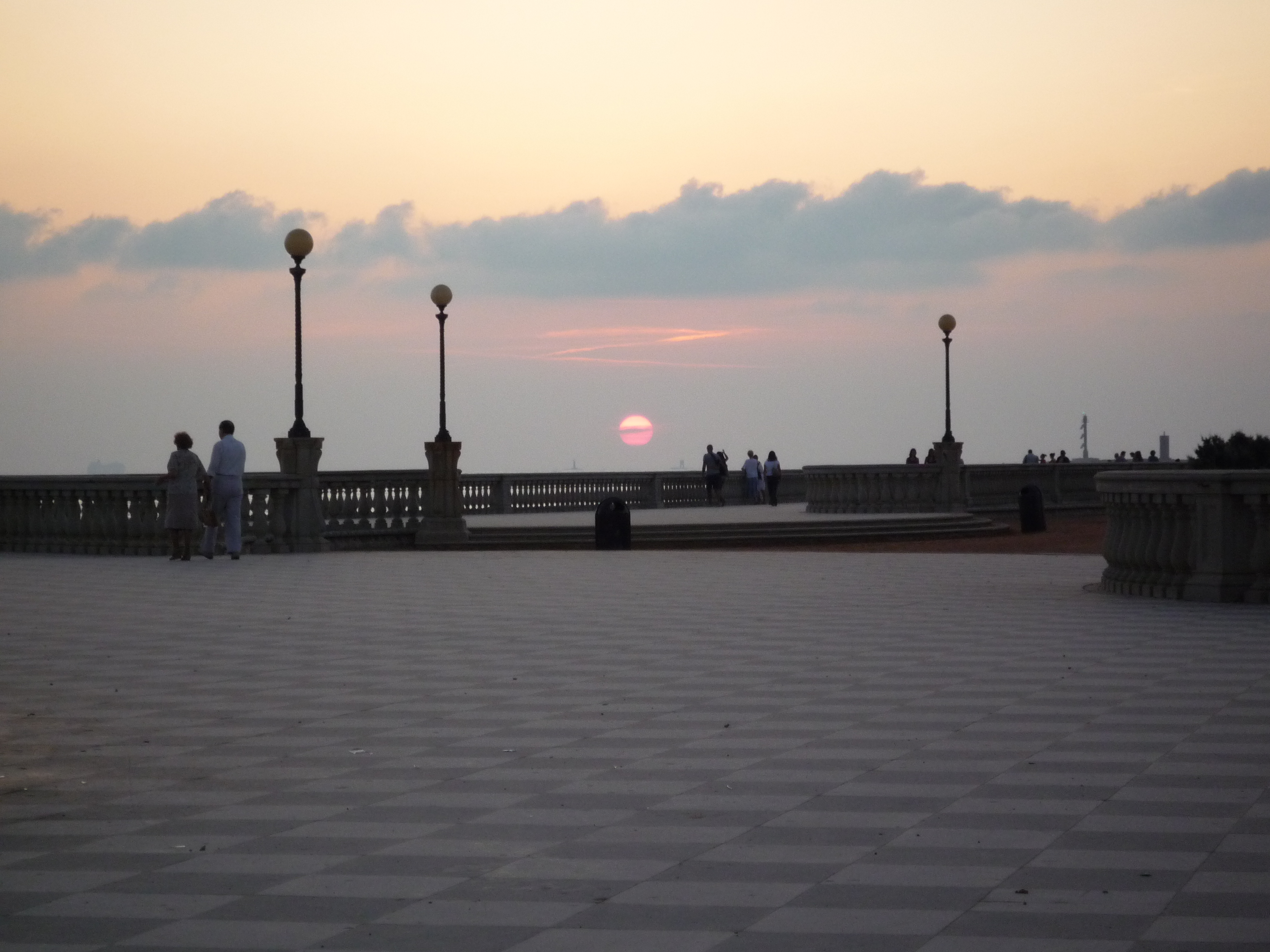
Terrasse bei Sonnenuntergang
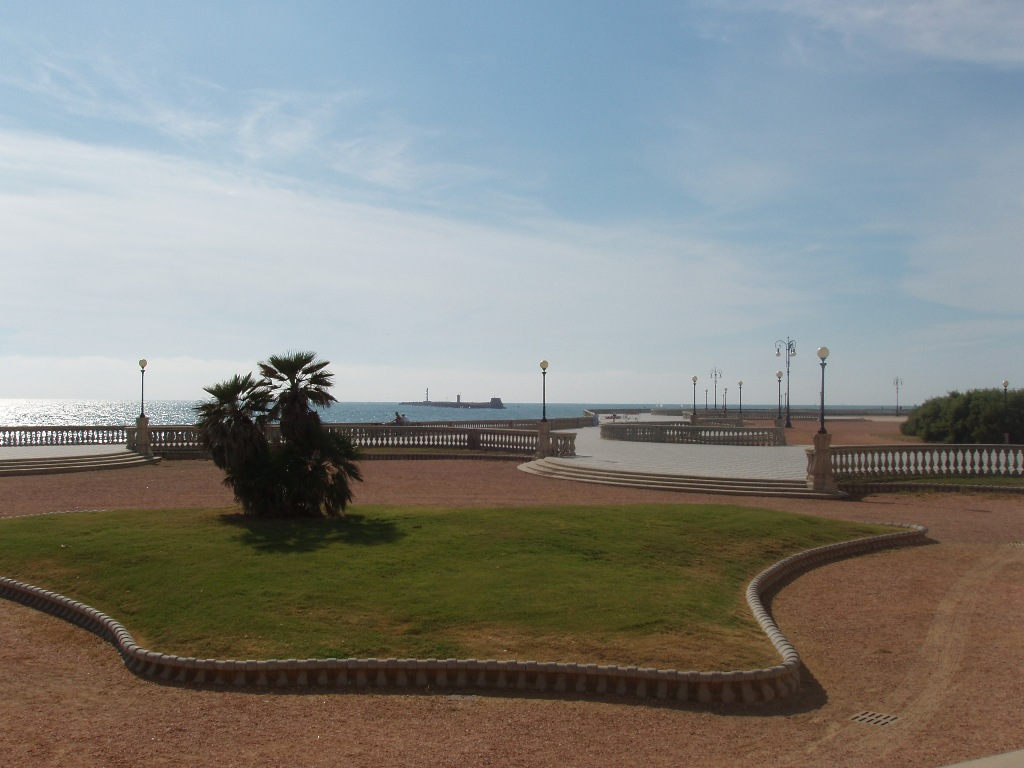
Gärten rund um die Terrasse
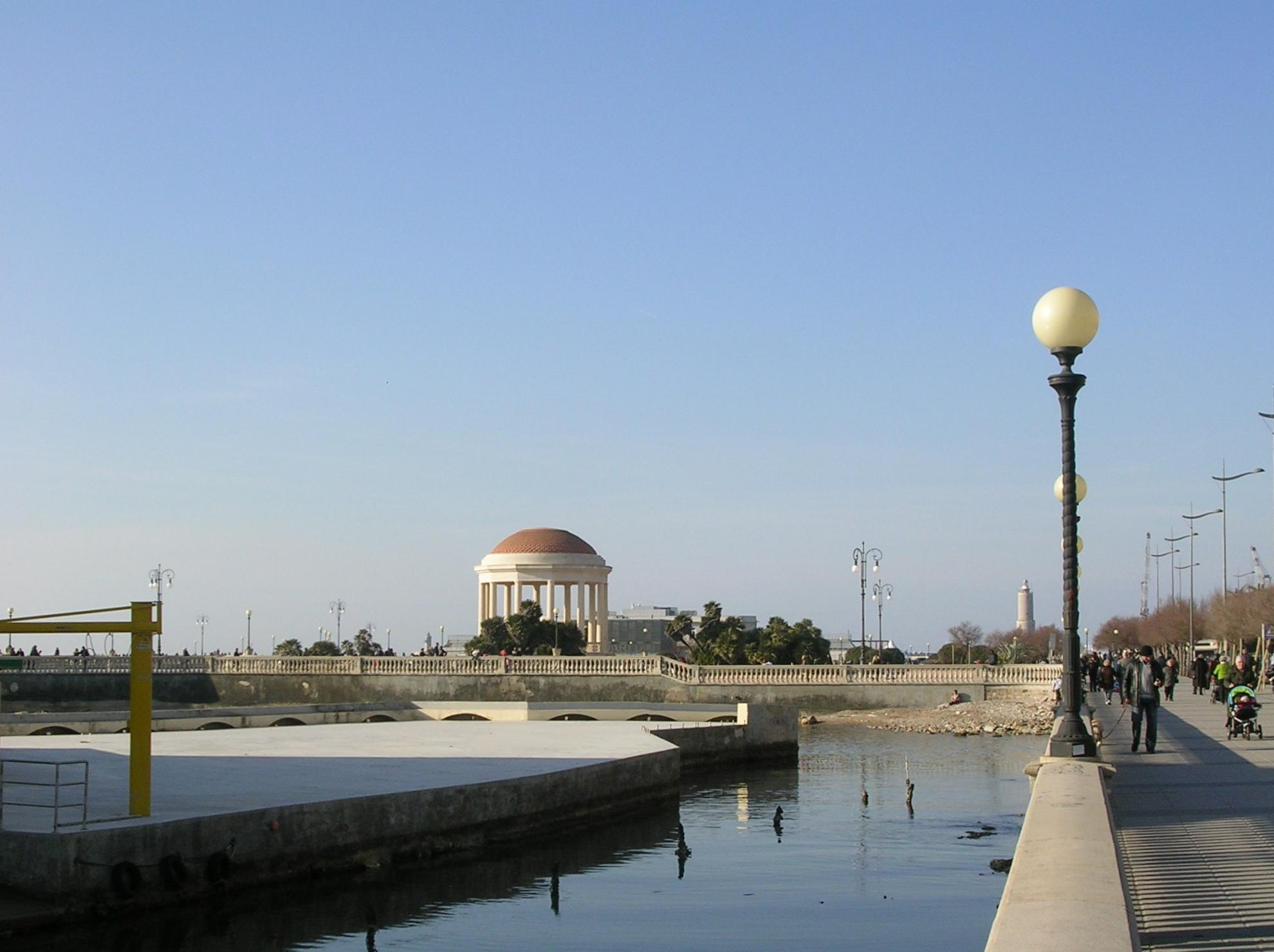
Blick Richtung Terrasse: im Hintergrund der Leuchtturm

## Bibliographie
- F. Cagianelli, D. Matteoni, Livorno, la costruzione di un'immagine. Le smanie della villeggiatura (Livorno, die Konstruktion eines Bildes. Die Sehnsucht nach Urlaub), Cinisello Balsamo 2001.
- F. Cagianelli, D. Matteoni, Livorno, la costruzione di un'immagine. Tradizione e modernità nel Novecento (Livorno, die Konstruktion eines Bildes. Tradition und Moderne im 20. Jahrhundert), Cinisello Balsamo 2003, S. 35.
- G. Piombanti, Guida storica ed artistica della città e dei dintorni di Livorno (Historischer und künstlerischer Führer durch die Stadt und Umgebung von Livorno), Livorno 1903.
- Pier Luigi Dallimonti: Livorno – Terrazza Mascagni. Blurb Books (italienisch, blurb.com [abgerufen am 21. November 2023]  [2008]).